# 19-та гренадерська дивізія (Третій Рейх)
19-та гренадерська дивізія (Третій Рейх) (нім. 19. Grenadier-Division) — гренадерська піхотна дивізія Вермахту за часів Другої світової війни. Дивізія перебувала в ролі окупаційних сил на території Данського королівства протягом серпня-жовтня 1944 року. 9 жовтня 1944 року перейменована на 19-ту фолькс-гренадерську дивізію.

## Історія
19-та гренадерська дивізія сформована 8 серпня 1944 року в Есб'єрзі на території окупованої німцями Данії. Формування здійснювалось на основі дивізії «Ютландія» та 19-ї штурмової дивізії Люфтваффе (нім. 19. Luftwaffen-Sturm-Division). На початку вересня 1944 року 19-та гренадерська дивізія відбула в розпорядження командування групи армій «G», а вже 9 жовтня 1944 року перейменована на 19-ту фолькс-гренадерську дивізію вермахту.

## Райони бойових дій
- Данія (серпень — жовтень 1944)

## Командування

### Командири
- генерал-лейтенант Отто Ельфельдт (нім. Otto Elfeldt) (8 серпня — ? серпня 1944);
- генерал-лейтенант Вальтер Віссмат (нім. Walter Wißmath) (? серпня — 9 жовтня 1944).

### Підпорядкованість
| Час      | Корпус    | Армія      | Група армій (округ)                 | Штаб       |
| -------- | --------- | ---------- | ----------------------------------- | ---------- |
| 1944     |           |            |                                     |            |
| серпень  |           |            | Окупаційні війська Вермахту в Данії | Данія      |
| вересень | LXXXII ак | 1-ша армія | Група армій «G»                     | Саарпфальц |

## Склад
| 1944                         |
| ---------------------------- |
| 59-й гренадерський полк      |
| 73-й гренадерський полк      |
| 74-й гренадерський полк      |
| 719-й артилерійський полк    |
| 119-й протитанковий дивізіон |
| 119-й інженерний батальйон   |
| 119-й загін зв'язку          |